# Crambus heringiellus
Crambus heringiellus là một loài bướm đêm trong họ Crambidae.